# 吉亚尼·宰尔·辛格
吉亚尼·宰尔·辛格（羅馬化：Giani Zail Singh，1916年5月5日—1994年12月25日）是一名印度政治人物，曾任第7任印度總統（1982-1987）和不結盟運動秘書長。他是印度第一位錫克教徒總統。任內發生著名的藍星行動鎮壓事件、總理英迪拉·甘地遇刺案以及1984年反錫克教暴動等事件。1994年因為車禍離世，遺體於Ekta Sthal火化。